# Чиркова, Зинаида Кирилловна
Зинаи́да Кири́лловна Чирко́ва (2 декабря 1931, Темляково, Уральская область — 26 сентября 2009, Кишинёв) — советская писательница, сценаристка, режиссёр, Заслуженный деятель искусств Молдавии (2002).
Член Союза писателей России, член Союза писателей Молдавии «Нистру», член Международного союза писательских сообществ, член Союза кинематографистов СССР и Молдавии, член Конфедерации кинематографистов Содружества Независимых Государств.

## Биография
Зинаида Кирилловна Чиркова родилась 2 декабря 1931 года в селе Темляково Темляковского сельсовета Курганского района Уральской области РСФСР, ныне село входит в Кетовский муниципальный округ Курганской области. 
В 1937 году её родители, Ирина Михайловна и Кирилл Молофеевич Чирковы, с тремя детьми переехали в город Курган. В годы Великой Отечественной войны её отец, красноармеец, погиб в Подмосковье, брат, лейтенант, убит в Новороссийске, на Малой земле, а сестра Анна Кирилловна Серкова работала токарем на оборонном заводе.
Окончила школу в Кургане, поступила в Уральский государственный университет имени А. М. Горького в городе Свердловске, перевелась на факультет журналистики Ленинградского университета, который окончила в 1955 году (1955)
В 1952—1968 годах работала в газетах Мурманска («Комсомолец Заполярья»), Кольского полуострова, Крайнего Севера.

В 1967 году окончила сценарный факультет Всесоюзного государственного института кинематографии (мастерская Игоря Афанасьевича Василькова и А. Никифорова).

Переехала в Молдавскую ССР. В 1968—1982 годах — редактор и сценарист (документального и игрового кино) киностудии «Молдова-филм».
Работала в редакционном совете журнала «Наше поколение».
Указом президента Российской Федерации от 10 июня 2003 года № 654 удовлетворено ходатайство Чирковой Зинаиды Кирилловны, проживающей в Молдавии, о приёме в гражданство Российской Федерации.
Зинаида Кирилловна Чиркова умерла 26 сентября 2009 года в городе Кишинёве Республики Молдова. Похоронена <где?>.

## Награды
- Медаль «За гражданские заслуги», 2006 год.
- Заслуженный деятель искусств Молдавии, 2002 год.

## Творчество
Автор более десятка книг; нескольких повестей, более двухсот статей, очерков, рассказов, опубликованных в журналах «Кодры», «Октябрь», газетах «Полярная правда», «Комсомолец Заполярья», «Известия», «Правда», «Советская Молдавия» и других.

### Литературные произведения
- «Мечта и бетон», сборник очерков, Мурманск, Кн. из-ство. 1965;
- «За кулисами народного театра», сборник очерков, Мурманск, Кн. из-ство. 1966;
- «Смертью таких не взять», сборник очерков, Мурманск, Кн. из-ство. 1967;
- «Мужчины», повесть, журнал «Октябрь», М. 1979;
- «Мужчины», повесть, изд. «Картя Молд.», КШН. 1972;
- «Любовь», повесть, журнал «Кодры», КШН. 1974;
- «Аистенок Кич», сказка, изд. Ленинград. 1976;
- «Сказка про охотника», изд. Ленинград. 1977;
- «Флоричика», очерк, изд. «Литература», КШН. 1981;
- «Украденный трон», роман, изд. АСТ, М.2001;
- «Дитя греха», роман, изд. «Эксмо», М. 2001;
- «Граф Никита Панин», роман, изд. «Астрель», М. 2002;
- «Звезда печального счастья», роман, изд. «Эксмо», М. 2002;
- «Кабинет-министр Артемий Волынский», роман, изд. «Астрель», М. 2003;
- «Корона за любовь», роман, изд. «Астрель», М. 2004;
- «Тихая императрица», роман, изд. «Астрель», М. 2005;
- «Проклятие визиря. Мария Кантемир», роман, изд. «Астрель», М. 2006. Роман номинировался на соискание Государственной премии Молдовы 2009 года.
- «Вокруг трона Екатерины Великой», роман, изд. «Астрель», М. 2009;
- «Софья Гречанка и Елена Волошанка. Свекровь и невестка», роман, изд. «Bons Offices», КШН. 2009;
- «Мария Кантемир. Проклятие визиря», роман, изд. «Bons Offices», издание второе, посмертное, КШН. 2009.

### Художественные фильмы
- «Офицер запаса», автор сценария (совм. с Н. Гибу), Молдова-филм. 1971. Авторы сценария номинировались на соискание Государственной премии Молдавской ССР за 1972 год;
- «Найди на счастье подкову» (укр. Знайди на щастя підкову), автор сценария (совм. с Н. Гибу), Молдова-филм, 1983;
- «Игра в смерть, или Посторонний» (укр. Гра в смерть, або Сторонній), автор сценария (совм. с Е. Дамиан), Молдова-филм. 1991;
- «Виновата ли я?» (укр. Чи винна я?), автор сценария (совм. с К. Лучко), производство «Роберт Гаспар», СССР — США, 1992.

### Мультипликационные фильмы
- «Аистёнок Кич»[7], автор сценария, Молдова-филм. 1971;
- «Сказка про охотника», автор сценария, Молдова-филм. 1976;
- «Два родника», автор сценария, Молдова-филм. 1983;
- «Андриеш»[8] (по мотивам поэмы Е. Букова), автор сценария, Молдова-филм. 1981.

### Документальные фильмы
- Контемпоранул, автор сценария, Телефилм-Кишинэу. 1976.
- «Братья Москаленко», автор сценария, Молдова-филм. 1983.
- «Человек, который не хотел сниматься в кино», автор сценария, Молдова-филм. 1984.
- «Вера», автор сценария, Молдова-филм. 1984.
- «Василуца, Виринея и Мария», автор сценария, Молдова-филм. 1984;
- «Торжество», автор сценария, Молдова-филм. 1984;
- «Ваш корреспондент сообщает», автор сценария, Молдова-филм. 1985;
- «Отставка не принята», автор сценария, Молдова-филм. 1986;
- «Прошу слова…», автор сценария, Молдова-филм. 1986;
- «Ревизия», автор сценария, Молдова-филм. 1986;
- «Привет из 1937, 1949 и… годов», автор сценария, Молдова-филм. 1988;
- «Политзаключённый Р-886» (из цикла фильмов «Привет из 1937, 1949 и: годов»), автор сценария, Молдова-филм. 1989;
- «Завоеватели Сибири» (из цикла фильмов «Привет из 1937, 1949 и: годов»), автор сценария, Молдова-филм. 1990;
- «Над Молдовой безоблачное небо» (из цикла фильмов «Привет из 1937, 1949 и: годов»), автор сценария, Молдова-филм. 1991;
- «Аукцион», автор сценария, Украина. 1991;
- «Женщины», автор сценария, Украина. 1991;
- «Братья и сёстры», автор сценария, Украина. 1993;
- «Второй дом», автор сценария, Украина. 1993.
- «Весна „Примэварэ“», автор сценария, Молдова-филм. 1994.
- «Последний поклон», автор сценария, Украина. 1995.
- «Фермер» (из цикла программ Молдова-XXI), автор сценария, США-USAD. 1996.
- Проект «Земля», автор сценария, США-USAD. 1996.
- «Царь Ирод» (из цикла фильмов «Любовь моя, Придунавье»), автор сценария, Украина, Молдавия, Россия. 2001.
- «Звезда Давида» (из цикла фильмов «Любовь моя, Придунавье»), автор сценария, Украина, Молдавия, Россия. 2001.
- «Лошадка» (из цикла фильмов «Любовь моя, Придунавье»), автор сценария, Украина, Молдавия, Россия. 2001.
- «Маланка» (из цикла фильмов «Любовь моя, Придунавье»), автор сценария, Украина, Молдавия, Россия. 2001.
- «Свадьба старообрядческая» (из цикла фильмов «Любовь моя, Придунавье»), автор сценария, Украина, Молдавия, Россия. 2001.
- «И поклонимся»… («Подсолнухи»), автор сценария, Молдова-филм. 2005.

### Отредактированные художественные фильмы
- «Обвиняются в убийстве» (Фильм получил Госпремию СССР, реж. Б. И. Волчек), редактор, Молдова-филм. 1969;
- «Риск», — реж. В.Паскару, редактор, Молдова-филм. 1970;
- «Лето рядового Дедова», — реж. Г. Водэ, редактор, Молдова-филм. 1971;
- «Красно солнышко», — реж. В. Паскару, редактор, Молдова-филм. 1972;
- «Зарубки на память», — реж. Н. Гибу, М. Израилев, редактор, Молдова-филм. 1972;
- «Родной дом», реж. В. Демин, редактор, Молдова-филм. 1973;
- «Не верь крику ночной птицы», — реж. Я. Бургиу, редактор, Молдова-филм. 1974;
- «Гнев», реж. Н. Гибу, Л. Проскуров, редактор, Молдова-филм. 1974;
- «Агент секретной службы», — реж. И. Скутельник, редактор, Молдова-филм. 1978;
- «Крепость», реж. В. Паскару, редактор, Молдова-филм. 1978;
- «Родила меня мать счастливым…», — реж. Б. Дуров, редактор, Молдова-филм. 1980;
- «Ошибка Тони Вендиса», — реж. В. Брескану, редактор, Молдова-филм. 1981.

## Семья
- Муж Николай Трофимович Гибу (рум. Nicolae Ghibu) (род. 19 ноября 1936), Народный артист Молдавии (23 октября 2018).
  - Старший сын Сергей.
  - Второй сын Игорь Николаевич Чирков-Гибу (род. 24 августа 1963), режиссер, актер, сценарист.